# Petrophora brunnescens
Petrophora brunnescens är en fjärilsart som beskrevs av Barend J. Lempke 1970. Petrophora brunnescens ingår i släktet Petrophora och familjen mätare. Inga underarter finns listade i Catalogue of Life.